# 아프리카집박쥐
아프리카집박쥐 또는 검은집박쥐(Pipistrellus hesperidus)는 애기박쥐과에 속하는 박쥐의 일종이다. 아프리카의 토착종이다.

## 특징
작은 박쥐로 전체 몸길이가 70~87mm이고 전완장이 29~38mm, 꼬리 길이가 24~40mm이다. 발 길이는 5~9mm, 귀 길이는 9~15mm, 몸무게는 최대 8g이다. 털은 짧고 무성하며 솜털같다. 등쪽은 회갈색 또는 적갈색이지만 배쪽은 크림색 또는 적갈색, 짙은 갈색을 띤다. 주둥이는 짙은 갈색이다. 귀는 삼각형 모양으로 적갈색을 띠고 끝이 둥글다.

## 생태
바위틈과 죽은 나무의 껍질 아래, 나무 구멍속, 건물 지붕 아래와 창문에 최대 12마리까지 무리를 지어 은신한다. 21~24 ° C 온도에서 낮 동안에 무기력 상태에 빠진다. 일반적으로 해가 진 후 무리를 지어 포식 활동을 하며, 새벽 마지막 정점과 함께 몇 시간 동안 지속된다. 수풀과 물 근처에서 천천히 곡예 비행을 하여 곤충을 잡아 먹는다. 10월과 11월 사이에 새끼를 밴 암컷이 포획되고 우기철이 시작되는 11월과 12월 사이에 새끼를 낳는다. 한 번에 2마리를 낳지만 드물게 한 마리를 낳기도 한다.

## 분포 및 서식지
에리트레아부터 남아프리카공화국 남동부, 앙골라까지 남아프리카에 널리 분포한다. 라이베리아부터 카메룬과 마다가스카르까지 서아프리카 지역에서도 서식하는 것으로 추정된다. 저지대 열대우림과 산지림, 해안가 숲, 아카시아와 미옴보 숲에서 서식한다. 해발 최대 3,000m 이하의 에티오피아 고지대의 사람 거주지에서도 발견된다.

## 아종
3종의 아종이 알려져 있다.
- P. h. hesperidus - 에리트레아 북부, 에티오피아 서부, 지부티, 소말리아 북부, 남수단 남동부
- P. h. fuscatus (Thomas, 1901) - 케이프베르데, 라이베리아 북부, 코트디부아르 남중부, 나이지리아 남동부, 카메룬 서부, 비오코섬, 콩고민주공화국, 르완다, 부룬디, 우간다, 케냐 남부, 탄자니아 북부, 말라위, 잠비아 동부. 짐바브웨, 앙골라 중부
- P. h. subtilis (Sundevall, 1846) - 남아프리카공화국 북동부와 동부, 스와질랜드, 마다가스카르 중서부